# Теодор Студит
Теодор Студит (грец. Θεόδωρος ο Στουδίτης, 759, Царгород — 11 листопада 826, Херсонес Фракійський, Віфінія) — візантійський монах-аскет, преподобний, захисник та реформатор монастирського життя, який сам заснував Студійський монастир у Константинополі. Православна церква вшановує його пам'ять 11 листопада та 26 січня — перенесення мощей преподобного Теодора Студита.

## Біографія
Теодор Студит народився у родині збирача податків Фотіна та його дружини Феоктісти, здобув різнобічну освіту. Бувши сином придворного службовця, вважав неможливим для себе пристати на державну службу через те, що імператор Констянтин V Копронім (741—775) підтримував іконоборців.
Залишив службу й батько Теодора, він із матір'ю роздали своє майно бідним, розлучились та прийняли чернецтво. У той час Теодор вже став відомим своєю блискучою ораторською майстерністю під час виступів на захист іконошанування.
Проте дядько Теодора Платоні — блаженний, брав участь у VII Вселенському Соборі — закликав племінників: Теодора разом із братами Йосифом та Євфімієм — прийняти чернецтво у монастирі «Сакудіон», який, власне, їх дядько Платоні побудував у Віфінії, неподалік від гори Олімп. Згодом Теодор став настоятелем цієї обителі.
796 року за ревність у зберіганні церковних правил та викриття беззаконня імператора Костянтина VI після жорстоких мук Теодор був засланий і кинутий до в'язниці у місті Солунь — нині Салоніки. Проте за імператриці Святої Ірини його повернули та навіть доручили керувати запустілим Студійським монастирем біля Копроніма. Дуже скоро в обителі зібралось понад тисячу іноків. Для управління монастирським життям Теодор написав устав, який отримав назву Студійського уставу.
За імператора Никифора I (802—811) та Лева Вірменина (813—820) Теодор багато постраждав за іконошанування та зазнав ув'язнення спочатку в Іллірії, у фортеці Метопа, а потім в Анатолії, в Боніте. Після смерті Лева Вірменина Теодор був звільнений з ув'язнення новим імператором Михаїлом II та оселився в місті Херсонесі. Помер 11 листопада 826 року в монастирі «Святого Трифона» у Віфінії.
Мощі преподобного Теодора були перенесені у Студійську обитель 845 року. Брат Теодора Йосип, єпископ Солуньський, теж постраждав від іконоборців, і помер 830 року в Студійському монастирі, де наявні і його мощі.
Найдавніший слов'янський текст житія Теодора Студита є у Виголексінському збірнику XII століття.

## Праці
- (рос.)Феодор Студит, преп. Творения. Письма к разным лицам. Часть 1. — СПб., 1867.
- (рос.)Феодор Студит, преп. Творения. Письма к разным лицам. Часть 2. — СПб., 1867.